# Vijona Kryeziu
Vijona Kryeziu (ur. 8 października 1997) – kosowska lekkoatletka specjalizująca się w biegach sprinterskich. Wielokrotna medalistka i rekordzistka kraju.

## Życiorys
Kryeziu w 2016 roku wzięła udział w mistrzostwach Europy, gdzie wystartowała w biegu na 400 metrów – w 2. biegu eliminacyjnym zajęła ostatnią pozycję z czasem 56,04 s, uzyskując najsłabszy czas eliminacji (spośród zawodniczek, które ukończyły bieg) i odpadając z dalszej rywalizacji. W tym samym roku, także na dystansie 400 metrów, wzięła również udział w mistrzostwach świata juniorów – w 6. biegu eliminacyjnym zajęła 4. pozycję, awansując z czasem 54,67 s do półfinału, a w 1. biegu półfinałowym uplasowała się na ostatnim, 8. miejscu, uzyskując najwolniejszy czas spośród uczestniczek tej fazy rywalizacji, które ukończyły bieg (55,95 s). Znalazła się ponadto w składzie reprezentacji Kosowa na Letnie Igrzyska Olimpijskie 2016, gdzie wystartowała w biegu na 400 metrów – w 4 biegu eliminacyjnym zajęła ostatnią, 7 pozycję, ustanawiając rekord kraju i odpadając z dalszej rywalizacji.
Wielokrotna mistrzyni Kosowa seniorów w lekkoatletyce.
Rekordzistka Kosowa na dystansach: 200 metrów (24,61; Tirana, 10 czerwca 2015), 300 metrów (40,09; Mitrowica, 7 lipca 2013), 400 metrów (54,30; Rio de Janeiro, 13 sierpnia 2016), 600 metrów (1:36,24; Mitrowica, 23 sierpnia 2014) i 800 metrów (2:11,69; Mitrowica, 12 września 2015).

## Osiągnięcia
| Rok  | Impreza                                           | Miejsce        | Konkurencja | Lokata     | Wynik |
| ---- | ------------------------------------------------- | -------------- | ----------- | ---------- | ----- |
| 2016 | Mistrzostwa małych krajów Europy                  | Marsa          | 400 metrów  | 7. miejsce | 59,05 |
| 2016 | Mistrzostwa Europy                                | Amsterdam      | 400 metrów  | eliminacje | 56,04 |
| 2016 | Mistrzostwa świata juniorów                       | Bydgoszcz      | 400 metrów  | półfinał   | 55,95 |
| 2016 | Igrzyska olimpijskie                              | Rio de Janeiro | 400 metrów  | eliminacje | 54,30 |
| 2017 | Młodzieżowe mistrzostwa Europy                    | Bydgoszcz      | 400 metrów  | eliminacje | 57,53 |
| 2017 | Igrzyska frankofońskie                            | Abidżan        | 400 metrów  | finał      | DNF   |
| 2018 | Halowe mistrzostwa krajów bałkańskich             | Stambuł        | 400 metrów  | 5. miejsce | 59,64 |
| 2018 | Młodzieżowe mistrzostwa krajów śródziemnomorskich | Jesolo         | 400 metrów  | 8. miejsce | 58,00 |
| 2018 | Igrzyska śródziemnomorskie                        | Tarragona      | 400 metrów  | eliminacje | 57,03 |
| 2018 | Mistrzostwa krajów bałkańskich                    | Stara Zagora   | 400 metrów  | 3. miejsce | 56,42 |
| 2018 | Mistrzostwa krajów bałkańskich                    | Stara Zagora   | 200 metrów  | eliminacje | 25,59 |